# حوزه انتخابیه اول رود آیلند
حوزه انتخابیه اول رود آیلند یک حوزه انتخابیه مجلس نمایندگان آمریکا است که در ایالت رود آیلند قرار دارد.